# 박쥐불가사리
박쥐불가사리(bat star)는 북미 태평양 연안의 수심 300 미터 이하 조간대에서 발견되는 불가사리의 일종이다.